# (676) Melitta
Pour les articles homonymes, voir Melitta.
(676) Melitta est un astéroïde de la ceinture principale découvert le 16 janvier 1909 par l'astronome britannique Philibert Melotte. Sa désignation provisoire était 1909 FN.